# Karma (Fehéroroszország)
Karma (Карма, oroszul Корма) városi jellegű település Fehéroroszország Homeli területének északi részén, a Karmai járás székhelye.

## Fekvése
A Szozs folyó medencéjében, Homeltől 103 km-re, Csacserszktől 29 km-re északra fekszik. A településen áthalad a P30-as főút, amely Csacserszkkel és Dovszkkal (26 km) teremt összeköttetést. A P31-es út a Babrujszk-Moszkva főúttal (P43, 18 km) köti össze Karmát.

## Története
Első írásos említése 1691-ből származik. 1924-ben vált járási székhellyé. 1986-ban a csernobili katasztrófa következtében súlyos sugárszennyezést szenvedett. A katasztrófa előtt 6,4 ezer lakosa volt .

## Gazdaság
A legfontosabb gazdasági ágazat a textilipar, amelyet a recsicai textilkombinát kihelyezett üzemegysége képvisel. Tejfeldolgozás.

## Nevezetességek
A 19. század elején épült régi templomnak már csak romjai állnak. Néhány 19. századi épület szintén fennmaradt. Megemlítendő még a csernobili atomkatasztrófa után a járásban kitelepített 29 falu emlékműve. Híres szülötte I. P. Samjakin belarusz író.